# Johann II. (Sagan)

Wappen der Herzöge von Sagan, Scheiblersches Wappenbuch

Johann II. (auch Hans von Sagan; Beinamen der Grausame, der Böse; polnisch Jan II Szalony; * 16. Juni 1435; † 22. Juni 1504 in Wohlau) war Herzog von Sagan und Glogau sowie Söldnerführer des Deutschen Ordens. Er entstammte dem Glogauer Zweig der Schlesischen Piasten.

## Leben
Johann II. war eines der zehn Kinder des Herzogs Johann I. von Sagan und herzoglich Glogau (1385–1439) und der Scholastika von Sachsen-Wittenberg (1391–1463), einer Tochter des Kurfürsten Rudolfs III. Er war, wie auch sein Vater und sein älterer Bruder Balthasar (1410–1472), Heerführer des Deutschritterordens.
Nach dem Tode des Vaters erbte 1439 Johanns Bruder Balthasar das Herzogtum Sagan. 1450 kam es zu einem Teilungsvertrag, in dem Balthasar die Herrschaft Sagan und der jüngere Johann das davon abgetrennte Land Priebus erhielt. Johann machte seinem Bruder den Besitz streitig und bemächtigte sich 1461 Sagans, das sich Balthasar 1467 zurückeroberte. 1472 nahm Johann Sagan erneut ein und ließ seinen Bruder im Rundturm (Hungerturm) der Stadtfestung Priebus festsetzen, wo dieser am 15. Juli 1472 am Hungertod verstarb. Nach dem Tode Balthasars vereinigte Johann die Herrschaften Priebus und Sagan wieder und verkaufte das Herzogtum noch im selben Jahr am 12. Dezember an den Wettiner Albrecht den Beherzten.
Als mit dem Tode Herzog Heinrichs XI. von Glogau und Crossen 1476 die direkte Linie der Piastenherzöge von Glogau erlosch, meldete Herzog Johann II. seinen Anspruch auf den herzoglichen Teil von Glogau an, dessen Sitz Freystadt war. Damit brach der bis 1482 andauernde Glogauer Erbfolgestreit aus, da der kinderlos verstorbene Herzog Heinrich XI. testamentarisch ausdrücklich seine Frau Barbara zur Erbin bestimmt hatte, eine Tochter des Brandenburger Kurfürsten Albrecht Achilles.
1477 eroberte Johann Crossen und zerstörte die Stadt. Im selben Jahre belagerten seine Truppen erfolglos die Städte Drossen und Reppen, wie auch ein Jahr später Cottbus. In einem 1479 in Guben mit Kurfürst Albrecht Achilles geschlossenen Vergleich verzichtete Johann auf Crossen. Mit dem Vertrag von Kamenz wurde der Erbfolgekrieg 1482 beendet.
Johanns Herrschaft war durch Feindseligkeiten mit den benachbarten Herzogtümern sowie Überfälle und Eingriffe in die Rechte der Städte gekennzeichnet. 1484 ließ er die Juden aus der Stadt Glogau ausweisen. Zu einem gemeinsamen Vorgehen gegen seine brutale Herrschaft erfolgten 1480 Verhandlungen zwischen den betroffenen Städten und Herzogtümern in Hochkirch, nachdem Johann den königlich böhmischen Teil des seit 1331 geteilten Herzogtums Glogau an sich gerissen hatte. Nachdem der Herzog 1488 sieben Glogauer Ratsherren, die ihn nicht anerkennen wollten, hatte einsperren und verhungern lassen, wurde in Hochkirch erneut über ein gemeinsames Vorgehen gegen den Herzog beraten und königliche Unterstützung angefordert.
1488 erfolgte durch die Truppen des Königs Matthias Corvinus die Belagerung Glogaus. Der Herzog wurde aus der Stadt vertrieben und floh auf seine Burg Groß-Heinzendorf. Matthias Corvinus setzte seinen unehelichen Sohn Johann Corvinus als Herzog von Glogau ein.
Nach dem Verlust seines Herzogtums zog Johann von Sagan mit einem Söldnerheer zum Ende des 15. Jahrhunderts durch Teile Niederschlesiens und die Neumark. Dabei verwüsteten sie zahlreiche Städte und Dörfer. 1488 fielen seine Truppen in Freystadt ein.
1498 wurde ihm vom Brandenburger Kurfürsten Johann Cicero das Bleiberecht in der Stadt Frankfurt (Oder) gewährt. Damit endeten die langen Wirren und Plünderungen der Ratsdörfer durch den umherziehenden ehemaligen Herzog. Die Bürger Frankfurts waren von seiner Anwesenheit wenig angetan.
Der Herzog ist auch Gegenstand des Liedes Herzog Hans von Sagan und die Glogauschen Domherrn.

## Familie
Johann von Sagan war mit Katharina (1443–1505) verheiratet, einer Tochter des Troppauer Herzogs Wilhelm. Der Ehe entstammten fünf Töchter:
- Margaretha (1465/76–1505), verheiratet mit Miklós Bánffy de Limbow († 1501) und danach mit Johann Hampo
- Barbara (1470–1539), Äbtissin des Klosters St. Clara zu Strehlen
- Salomea (1475/76–1514), verheiratet mit Albrecht von Münsterberg-Oels und Glatz (1468–1511) und danach mit Johann von Kurzbach auf Trachenberg und Militsch († 1549)
- Hedwig (1476–1524), verheiratet mit Georg von Münsterberg-Oels und Glatz (1470–1502) und danach mit Siegmund von Wartenberg († 1518)
- Anna (1480/83–1541), verheiratet mit Karl I. von Münsterberg-Oels und Glatz († 1536)